# Světice z Chebu
Světice z Chebu (pol. 15. stol.) je socha neznámého původu, kterou nelze s jistotou určit pro chybějící ruce a atributy. Mohlo jít o jednu ze svatých panen nebo Pannu Marii či sv. Kateřinu. Socha některými prvky představuje příklad regionální produkce, která v západních Čechách navazuje na styl Mistra Týnské kalvárie. Je vystavena v expozici chebské gotiky Galerie výtvarného umění v Chebu.

## Popis a zařazení
Plně plastická socha z lipového dřeva 88 × 27,5 × 17 cm, vzadu opracovaná, se zbytky původního křídového podkladu, inkarnátu a zlacení. Silně poškozena – chybí obě ruce a pokrývka hlavy, podstavec místy odrolený a uhnilý. Restaurováno 1957 (restaurátor neznámý), později J. Živným (1986, 1994).
Pro odlomení rukou nelze sochu ikonograficky určit. Dívčí tvář rámovaná dlouhými vlasy a přizpůsobení temene hlavy pro korunu či čelenku svědčí pro Madonu nebo některou ze svatých panen. Figura je nakloněna k volné pravé noze, která je od kolene mírně ukročena. Štíhlý dívčí trup s naznačenými ňadry má přepásaný spodní šat řasený vertikálními záhyby. Plášť sepnutý na prsou je cípem přehrnut přes levou ruku. Před tělem spadá v tenkých mísovitých a ostřejších záhybech, které spolu s kaskádami záhybů na bocích ještě vycházejí ze staršího schématu krásného slohu. Dlouhé trubice záhybů na levém boku s prolamovanými hranami, které spadají až k podstavci, odpovídají době vzniku kolem pol. 15. století.
Socha byla patrně umístěna v interiéru kostela a nikoli na vyvýšené konzole, neboť spodní část je v poměru k tělu a hlavě disproporčně prodloužena. Na zadní straně sochy jsou zbytky kratší roušky a rovné vertikální trubicovité záhyby drapérie, které se nad podstavcem dvakrát měkce zalamují. Ty mají původ v tradici krásného slohu a téměř totožné lze nalézt v tvorbě Mistra Týnské Kalvárie. Tomuto stylovému okruhu odpovídá i typ masité a měkce modelované tváře s mělce zasazenýma očima a vystouplým nosem. Ohlas stylu Mistra Týnské Kalvárie lze nalézt i jinde v západních Čechách (Oplakávání Krista z Plzně, Dominikánská Madona z Plzně, Kalvárie s Pannou Marií Bolestnou z Krupky, Pieta v Litoměřicích), ale i v Sasku, Lužici a Slezsku.
Socha představuje vývojový proud plastiky, který po odeznění krásného slohu směřoval k tektonizaci figury, geometrizaci proudu linií a graficky plošné modelaci. Ševčíková ji uvádí jako příklad slohové proměny a paralelního vývoje švábského (např. Madona z Muderkingen) a českého sochařství, zejména pokud jde o fyziognomii. Na základě pojetí drapérie, jejíž záhyby jsou nasazeny tvrdě na kompaktní sloupovité jádro sochy a po stranách spadají v trubicovitých záhybech, ji řadí do blízkosti Madony ze Stříbrska. Jako dobu vzniku určila třetí čtvrtinu 15. století.

### Příbuzná díla
- Madona ze Stříbrska, Plzeňské muzeum
- Seslání sv. Ducha z Krupky u Teplic (kol. 1436)[3]